# I. Roger de Saint-Lary de Bellegarde

Bellegarde címere: az oroszlános első mező Saint-Lary, a sávos második La Barthe, a vázás harmadik Orbessan, a negyedik, ezüstlángokkal díszített pedig Thermes címeréből származik, míg a központ, harangos címer Algoursan jelképe

I. Roger de Saint-Lary de Bellegarde, közismerten Bellegarde marsall (1525 k. – Saluzzo, 1579. december 20.) francia nemesúr, Bellegarde bárója, III. Henrik francia király kegyence, Franciaország marsallja, hadvezér a vallásháborúk idején. Pályáját kezdetben édesanyjának nagybátyja, Thermes marsall egyengette, akinek később özvegyét is feleségül vette; ezután Albert de Gondi jóvoltából került az udvari körökbe. Utolsó éveiben kegyvesztetté vált és a Savoyai Hercegség támogatásával meghódította a hajdani Saluzzói Őrgrófság területét, aminek eredményeképpen megmérgezték.
Unokaöccse, II. Roger de Saint-Lary de Bellegarde maga is III. Henrik és IV. Henrik királyok kegyence volt, és hercegi rangot kapott.

## Származása, családja
A Saint-Lary család a gascogne-i Comminges vidékéről származott; I. Roger apja, Per(r)oton vagy Pierre de Saint-Lary (1500 k. – 1571) az astaraci Bellegarde bárója volt, aki 1522-ben vette feleségül édesanyját, Marguerite d'Orbessant, a jeles hadvezér, az 1555-ben marsallá kinevezett Paul de La Barthe de Thermes anyai ági unokahúgát. Pierre eleinte Thermes alatt hadakozott zászlósként az utolsó itáliai háborúkban, majd 1562-től a guyenne-i helytartó, az utóbb szintén marsallságot kapó Blaise de Monluc alárendeltségében vett részt a vallásháborúk küzdelmeiben Délnyugat-Franciaországban, ahol ötven embert irányító kapitány és több város kormányzója lett. 1571-ben a harcokban szerzett sérüléseibe halt bele.
A párnak három gyermeke ismert: Roger mellett az 1586-ban elhunyt Jean, aki eleinte egyházi pályára lépett, de fivéréhez hasonlóan maga is katona lett és Metz kormányzóságáig ívelt pályája, valamint Jeanne nevű leányuk, aki 1551-ben Jean de Nogaret de La Valette lovassági parancsnokhoz, Felső-Guyenne helytartójához ment feleségül. (Utóbbiak idősebb gyermeke, Bernard de Nogaret de La Valette admirális lett, második fiukat, Jean-Louis de Nogaret de La Valette pedig III. Henrik kegyenceként Épernon hercegévé nevezték ki.)

## Pályája kezdetei
Apja katonai pályafutásával ellentétben I. Roger eredetileg egyházi pályára készült, Oulx perjele lett, majd Avignonban folytatott egyházi tanulmányokat. Innen egy párbaj miatt kellett menekülnie, és ettől kezdve katonai karrierbe kezdett. 1553-tól Thermes marsall alatt szolgált, aki abban az évben meghódította Korzika szigetét, és 1556-ig ott is maradt annak helytartójaként. Saint-Lary a marsall kompániájának zászlósa lett 1556-ban, majd 1557-től Brissac marsall alatt harcolt Piemontban: részt vett Valfenera, Cherasco és Fossano ostromában, majd röviddel ezután ismét Thermes alatt hadakozott, így jelen volt Calais ostrománál és a gravelines-i vereségnél (1558). Ezalatt nagy-nagybátyja kompániájának hadnagyává lépett elő, amely pozícióját a Medici Katalin anyakirályné kegyeit élvező Albert de Gondi jóvoltából Thermes marsall 1562-ben bekövetkezett halála után is megtarthatott. A gyermektelen marsall őt nevezte meg örököseként.
Az ez évben kitörő vallásháborúban Rouen ostrománál vállalt szerepet. Gondi pártfogásának köszönhetően került a királyi udvarba és nyerte el a befolyásos anyakirályné bizalmát, illetve kapta meg a Calatrava-rend francia kommendáját is. IX. Károly 1564-ben kezdődő országjáró körutazásán az udvarral együtt indult útnak, feladata a békepolitikáért felelős Michel de L’Hospital kancellár védelme volt. A menetet azonban 1565-ben elhagyta, hogy Máltára menjen, harcolni a török ostromlók ellen. 1567-től Itáliában tartózkodott, Piemontban szolgált a harmadik vallásháborút lezáró 1570-es saint-germaini béke megkötéséig. Közben ezredessé, majd 1569-ben tábori marsallá lépett elő.

## III. Henrik kegyence
A királyi udvarban jó viszonyt épített ki a beteges IX. Károly öccsével, a trónörökös Henrik anjoui herceggel. 1573-ban az oldalán harcolt La Rochelle ostrománál, ahol kitüntette magát és meg is sérült. Amikor ez évben Henriket Lengyelország királyává választották, Gondihoz hasonlóan vele tartott Krakkóba. 1574. májusában fiúörökös nélkül meghalt IX. Károly, Henrik pedig úgy döntött, választott királyságát hátrahagyva a francia trónt foglalja el. Ennek megszervezéséhez Saint-Laryt küldte a vele jó viszonyt ápoló Emánuel Filibert savoyai herceghez, hogy előre engedélyeztesse átvonulását annak országán. Feladatát sikeresen teljesítette, és az új uralkodóval együtt tért vissza Franciaországba. III. Henrik uralkodásának kezdetén azonnal marsalli kinevezést kapott (1574. szeptember 6.) – méghozzá soron kívül, a rendes marsalli helyek között ugyanis nem volt üresedés. Ezen kívül a királyi kamara nemesévé és a királyi magántanács tagjává lépett elő. A király legfőbb bizalmasaként kivívta a többi udvaronc irigységét és rosszallását, amit tetézett, hogy magára haragította a még mindig jelentős hatalmi súlyt képviselő Medici Katalin anyakirálynét is. Ennek fő oka az volt, hogy rábírta III. Henriket arra, hogy átadja a savoyai hercegnek a Piemontban még francia kézen maradt városokat (Savigliano és Pinerolo), amivel homlokegyenest szembeszegült az addig folytatott politikával, emellett kaotikus helyzetet teremtett a térségben.
Katalin elérte, hogy Saint-Laryt Lengyelországba küldjék követségbe 1575-ben, ám ő megtagadta a parancsot és gyenge egészségi állapotára hivatkozva Emánuel Filibert herceghez menekült. 1577-ben visszatért Franciaországba, és a Languedoc élén álló Damville marsallal együtt a déli országrész hugenottái ellen vezényelték, és együtt ostromolták meg Nîmes-t. A két marsall azonban rövidesen rossz viszonyba került, cserébe közeledni kezdett a dauphinéi hugenottákat vezető François de Bonne de Lesdiguières-hez. 1578-ban a Szent Mihály-rend és a Szentlélek-rend lovagja lett.

## A saluzzói lázadás
Saint-Lary felesége a Saluzzói Őrgrófság örökösnője volt. Ez régóta vitatott hovatartozású terület volt: bár urai többnyire a Savoyai Hercegségnek esküdtek hűséget, sokszor a 14. század óta Franciaországhoz tartozó Dauphiné urait ismerték el hűbéruruknak. Gabriele őrgróf 1548-as halála után a területet Franciaországba olvasztották és kormányzókon keresztül igazgatták. Bellegarde sérelmezte, hogy III. Henrik korábbi ígérete ellenére 1574-ben nem ő, hanem René de Birague kancellár unokatestvére, Charles de Birague kapta meg a kormányzói kinevezést; emellett szintén nehezményezte, hogy Montmorency marsall 1579 májusában bekövetkezett halálakor nem kapta meg annak rendes marsallságát, ehelyett II. Jacques de Goyon de Matignon örökölte meg annak marsallbotját. Bosszúból úgy döntött, hogy a savoyai herceg és Lesdiguières segítségével elragadja Saluzzót. Dauphinéban toborzott katonákat, és 1579 júniusában el is foglalta a tartományt. Maga Medici Katalin érkezett hozzá, hogy szövetségesei közvetítésével elérje kivonulását a hajdani őrgrófságból. Október 17-én sor került a találkozóra, melynek során Bellegarde hűséget esküdött Saluzzo kormányzójaként III. Henriknek.
A király kénytelen volt elfogadni a lázadó marsall kinevezését, hogy megbékéltesse Dauphinét, de Bellegarde nem sokáig élvezhette újsütetű hivatalát: év végén mérgezés áldozata lett. Meggyilkoltatása mögött Medici Katalint sejtik. Néhány hónapig César nevű fia látta el a helytartóságot, majd 1580 áprilisában unokaöccse, Bernard de Nogaret de La Valette követte; az év szeptemberében végül az időközben szintén marsallbotot kapó és Retz hercegévé emelt Albert de Gondi lett a térség kormányzója, aki ugyanekkor kemény tárgyalások árán visszaszerezte a Bellegarde-nak köszönhetően Savoyának átadott piemonti városokat is.

## Házassága, utódai
Saint-Lary első pártfogója, Thermes marsall nagyon idős korában nősült: piemonti tartózkodása idején, 1554-ben, hetvenkét évesen vette feleségül Marguerite de Saluces-Cardét, Michele Antonio de Saluzzo őrgróf (ur. 1504–1528) unokáját, az 1536 óta francia megszállás alatt álló Saluzzói Őrgrófság örökösnőjét. Saint-Lary a feljegyzések szerint már agg rokona életében szerelmes volt az asszonyba, akit végül Thermes halála után diszpenzációval vehetett feleségül 1565-ben. (Brantôme szerint már 1562-ben összeházasodtak, és az asszony már ekkor várandós volt Bellegarde fiával). Viszonyuk a későbbiekben nem volt jó, ami számos udvarbeli szóbeszédhez adott táptalajt. Gyermekeik:
- César de Saint-Lary (1563–1587), Saluzzo és többek között La Rochelle kormányzója, ötven ember kapitánya. A coutras-i csatában esett el. Jeanne de Lyontól született utószülött fia, Octave de Saint-Lary de Bellegarde, Sens érseke.
- Marguerite de Saint-Lary, Joseph de Las, Tulle urának felesége.

## Fordítás
- Ez a szócikk részben vagy egészben  a   Roger de Saint-Lary de Bellegarde című francia Wikipédia-szócikk ezen változatának fordításán alapul.  Az eredeti cikk szerkesztőit annak laptörténete sorolja fel. Ez a jelzés csupán a megfogalmazás eredetét és a szerzői jogokat jelzi, nem szolgál a cikkben szereplő információk forrásmegjelöléseként.